# Jad Mazahreh
 (novembre 2015).
Jad Mazahreh est un gymnaste artistique jordanien, né à Amman le 31 décembre 1986.
Il a été le premier Jordanien à remporter une étape de Coupe du monde, à Maribor en 2006, dans l'épreuve du saut de cheval. Sur le même agrès, il a aussi terminé 4e lors d'une autre étape de la Coupe du monde, à Montréal en 2010.